# Quần đảo Caroline

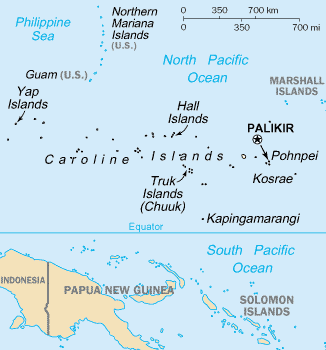
Bản đồ quần đảo Caroline

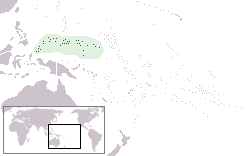
Vị trí quần đảo Caroline

Quần đảo Caroline (tiếng Anh: Caroline Islands; tiếng Tây Ban Nha: Islas Carolinas; tiếng Đức: Karolinen) là một quần đảo bao gồm các hòn đảo nhỏ thưa thớt trên một phạm vi rộng lớn ở tây Thái Bình Dương, phía bắc của New Guinea. Về mặt chính trị quần đảo được chia thành Liên bang Micronesia ở phía đông, Palau ở cực tây. Về mặt lịch sử, khu vực này cũng từng được gọi là Nuevas Filipinas hay Tân Philippines do chúng là một phần của Đông Ấn Tây Ban Nha và được quản lý từ Manila tại Philippines.

## Mô tả
Nhóm đảo bao gồm 500 đảo san hô nhỏ nằm ở phía đông của Philippines, trên Thái Bình Dương; khoảng cách từ Manila đến Yap, một trong những hòn đảo lớn trong nhóm là 1200 mi (1935 km).
Hầu hết các hòn đảo san hô thấp và bằng phẳng song một số đảo cũng khá cao so với mực nước biển.

## Dân cư-Văn hóa
Các cư dân bản địa nói nhiều ngôn ngữ khác nhau thuộc nhóm ngôn ngữ Micronesia bao gồm tiếng Yap, tiếng Pohnpei, tiếng Chuuk, tiếng Caroline và tiếng Kosrae, riêng tiếng Palau thuộc nhóm ngôn ngữ Sunda–Sulawesi. Các nhóm cư dân đáng kể khác bao gồm người Philippines và người Nhật.
Người dân bản địa chủ yếu sinh sống bằng nghề làm vườn và đánh cá, bữa ăn của họ cũng được bổ sung với nhiều loại chuối và khoai môn khác nhau như giống "đầm lầy" hay giống "tía". Trên một số hòn đảo, nhà cửa vẫn được xây dựng bằng các vật liệu địa phương như lá dừa. Ngôn ngữ dùng trong thương mại là tiếng Anh song các ngôn ngữ bản địa vẫn được sử dụng. Các cư dân về mặt truyền thống tin vào Đấng tối cao (Yalafar) và vào một linh hồn xấu (Can), nhưng họ hầu như không có các nghi lễ tôn giáo cho các đức tin này. Do tiếp thu từ các nhà truyền giáo, Ki-tô giáo là tôn giáo chủ yếu tại quần đảo.